# Baker Island, Nunavut
Baker Island är en ö i Kanada.   Den ligger i territoriet Nunavut, i den norra delen av landet, 3 500 km nordväst om huvudstaden Ottawa. Arean är 6,0 kvadratkilometer.
Terrängen på Baker Island är platt. Öns högsta punkt är 42 meter över havet. Den sträcker sig 3,1 kilometer i nord-sydlig riktning, och 3,1 kilometer i öst-västlig riktning.